# Бютцовский университет
Бютцовский университет (нем. Universität Bützow) — университет в районе Балтийского моря, в Бютцове великого герцогства Мекленбург-Шверин. Существовал в период с 1760 по 1789 годы.

## История
Был основан осенью 1760 года герцогом мекленбургским Фридрихом. Поводом послужил спор между монархом-пиетистом и богословским факультетом Ростокского университета из-за назначения в 1758 году на кафедру теологии университета пиетиста Альбрехта Додерлейна  (нем.). Однако ортодоксальные профессора факультета не приняли его и герцог Фридрих, как альтернативу, создал в Бютцове университет, первым ректором которого стал Додерлейн.
Университет Бютцова был размещён в замке, бывшей резиденции епископа Шверина. Кирха Бютцова использовалась как аудитория и университетская церковь. Официальное открытие состоялось 20 октября 1760 года. Жалобы Совета Ростокского университета в специальный комитет Мекленбургских имений и в камеральный суд в Вецларе на новое учреждение, также как и попытка герцога закрыть Ростокский университет оказались безуспешными. Однако новому университету удалось переманить к себе значительную часть студентов — в основном из Мекленбурга. Тем не менее, за время его существования в Бютцовский университет поступило всего 779 студентов. 
Университет Бютцова состоял из четырёх классических факультетов: теологии, права, медицины и философии. В нём были библиотека и обсерватория, директором которой был Венцеслав Йоганн Густав Карстен (нем. Wenceslaus Johann Gustav Karsten). Согласно уставу Бютцовского университета, срок полномочий ректора составлял шесть месяцев и в числе их были, кроме Додерлейна (избиравшегорся трижды), Карстен (в 1764 и 1768), Тиксен (в 1766, 1773, 1776, 1781, 1785), Тетенс (в 1766, 1770, 1774, Квисторп (1776 и 1778).
По причине постепенного упадка университета, преемник Фридриха Фридрих Франц I в апреле 1789 года воссоединил университет Бютцова с Ростокским. Туда были переведены большинство профессоров, а также университетская библиотека и инструменты обсерватории.